# Acacia salvadorensis
Acacia salvadorensis là một loài thực vật có hoa trong họ Đậu. Loài này được (Britton & Rose) Standl. miêu tả khoa học đầu tiên năm 1930.